# 奥古斯特·威廉·艾希勒

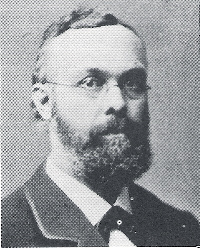

奥古斯特·威廉·艾希勒(德語：August Wilhelm Eichler）（1839年4月22日—1887年3月2日）是德国植物学家。
艾希勒出生于黑森州的纽基兴，在马尔堡大学学习，1871年，被聘任为格拉茨的理工大学植物学教授，1872年，为基尔大学教授，1878年，为柏林洪堡大学标本室主任。
他制定了根据植物的种系发生学分类的艾希勒植物分类法，是第一位将植物分为孢子植物和种子植物的人^ ，也是第一位将种子植物分为裸子植物和被子植物，并分出双子叶植物和单子叶植物的人^ 。
恩格勒分类法正是在艾希勒植物分类法的基础上制定的，并在欧洲曾经被广泛接受。
艾希勒在研究花的对称性方面也有很大的贡献。

## 主要著作
- 《花的图谱》Blütendiagramme, Volume I:1875 and Volume II:1878
- 《巴西植物》 Flora Brasiliensis editor after death of Carl Friedrich Philipp von Martius in 1868 until 1887,  succeeded by Ignatz Urban
- 《种子植物讲义》 Syllabus der Vorlesungen über Phanerogamenkunde (1883) 3rd Edition, Berlin